# Dos Hermanas
För andra betydelser, se Dos Hermanas (olika betydelser).
Dos Hermanas är en kommun och stad i provinsen Sevilla i Andalusien i sydvästra Spanien. Det är en förort till Sevilla och har strax under 100 000 invånare i centralorten.